# Privatização da água

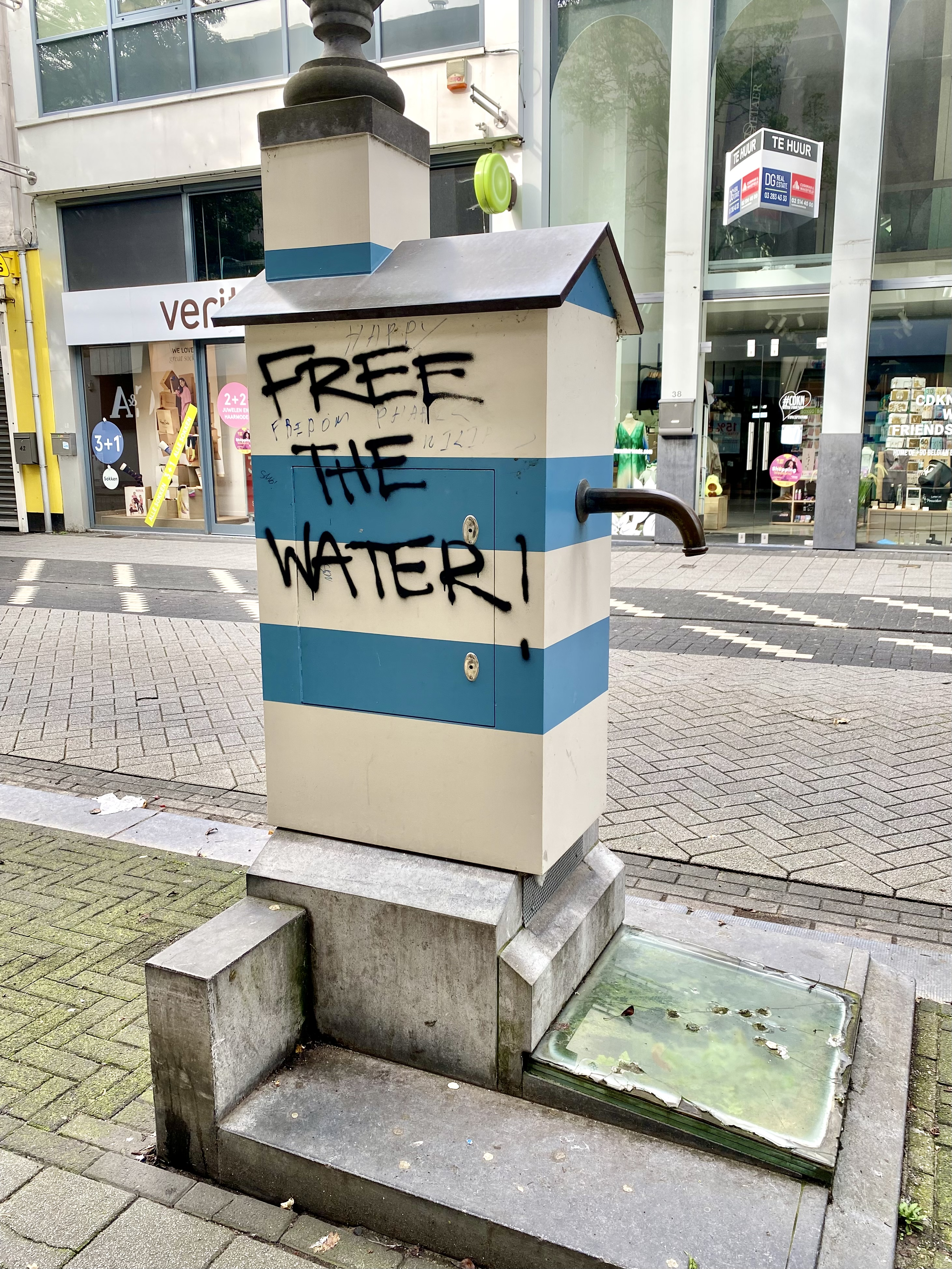
Pichação contra a privatização da água em Turnhout na Bélgica, com os dizeres: “Libertem a água!”

A privatização da água consiste na abertura de investimentos e participação da iniciativa privada na gestão dos serviços de abastecimento de água e tratamento de esgoto.
Essa prática possui uma extensa história, marcada por variações de popularidade e favorabilidade no mercado e na política. Uma das formas mais usuais de privatização é a parceria público-privada (PPPs). As PPPs permitem uma mistura entre propriedade pública e privada e/ou gestão de fontes e infra-estruturas de água e saneamento. A privatização, como defendem os proponentes, pode não só aumentar a eficiência e a qualidade do serviço, mas também aumentar os benefícios fiscais. Há diferentes formas de regulação em vigor para os atuais sistemas de privatização.
A participação do setor privado no abastecimento de água e saneamento é controversa. Os defensores da participação do setor privado argumentam que esta conduziu a melhorias na eficiência e qualidade de serviço dos serviços de utilidade pública. Argumenta-se que tem aumentado o investimento e contribuído para a expansão do acesso. Citam Manila nas Filipinas, Guayaquil no Equador, Bucareste na Romênia, e várias outras cidades na Colômbia e Marrocos, bem como a Costa do Marfim e o Senegal como histórias de sucesso.
Os críticos, contudo, argumentam que a participação do sector privado levou a aumentos tarifários, e os sistemas de água privatizados são incompatíveis com a garantia do direito humano internacional à água, com a crença de que a água pública deixará de ser pública. As privatizações abortadas em Cochabamba na Bolívia e Dar es-Salaam na Tanzânia, bem como os sistemas geridos pelo setor privado em Jacarta e Berlim, são considerados como fracassos. Descata-se o exemplo da Áustria que proibiu no ano de 2019, a privatização do abastecimento de água em sua constituição.
Números delineando a acessibilidade da água do setor privado também mostram a controvérsia das fontes privadas de água: uma fonte afirma que 909 milhões de pessoas foram atendidas por "atores privados" em 2011 globalmente, acima dos 681 milhões de pessoas em 2007. Este número inclui pessoas atendidas por empresas públicas que apenas terceirizaram o financiamento, construção e operação de parte de seus ativos, tais como água ou estações de tratamento de esgoto, para o setor privado.
O Banco Mundial estimou que a população urbana atendida diretamente por operadores privados de água nos países em desenvolvimento era muito menor, em 170 milhões de pessoas em 2007. Entre eles, apenas cerca de 15 milhões de pessoas, todas vivendo no Chile, são servidas por empresas privadas de serviços públicos, empresas de capital misto atendem o restante sob contratos de concessão, arrendamento e gestão.

## História

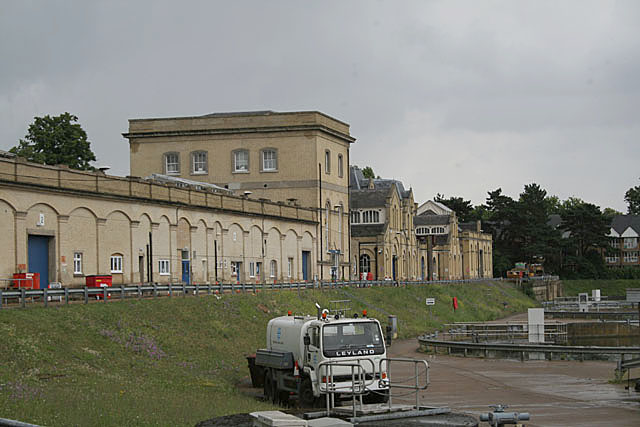
Hampton Waterworks em Londres fizeram parte dos ativos vendidos em 1989 como parte da privatização do abastecimento de água na Inglaterra

As concessionárias privadas de água eram comuns na Europa, Estados Unidos e América Latina em meados e fins do século XIX. Sua importância foi se desvanecendo gradualmente até o início do século 20, pois se mostraram incapazes de expandir o acesso e as concessionárias públicas se tornaram mais fortes. Um segundo alvorecer global das concessionárias privadas de água veio no início dos anos 90, após as privatizações de Thatcher na Inglaterra e no País de Gales, a queda do comunismo e a consequente ênfase global nas políticas de mercado livre. O Banco Mundial e o Fundo Monetário Internacional desempenharam um papel importante neste processo através da condicionalidade de seus empréstimos. Na Inglaterra e no País de Gales, o surgimento das primeiras empresas privadas de água remonta ao século XVII. Em 1820, seis empresas privadas de água operavam em Londres. Entretanto, a participação de mercado das empresas privadas de água em Londres diminuiu de 40% em 1860 para 10% em 1900. Na década de 1980, sua participação em toda a Inglaterra e País de Gales era de cerca de 25%. A maré mudou completamente em 1989, quando o governo conservador de Margaret Thatcher privatizou todas as empresas de água e esgoto na Inglaterra e no País de Gales, contudo na Escócia, o Partido Trabalhista que estava em poder, manteve os sistemas de água em sob administração pública.

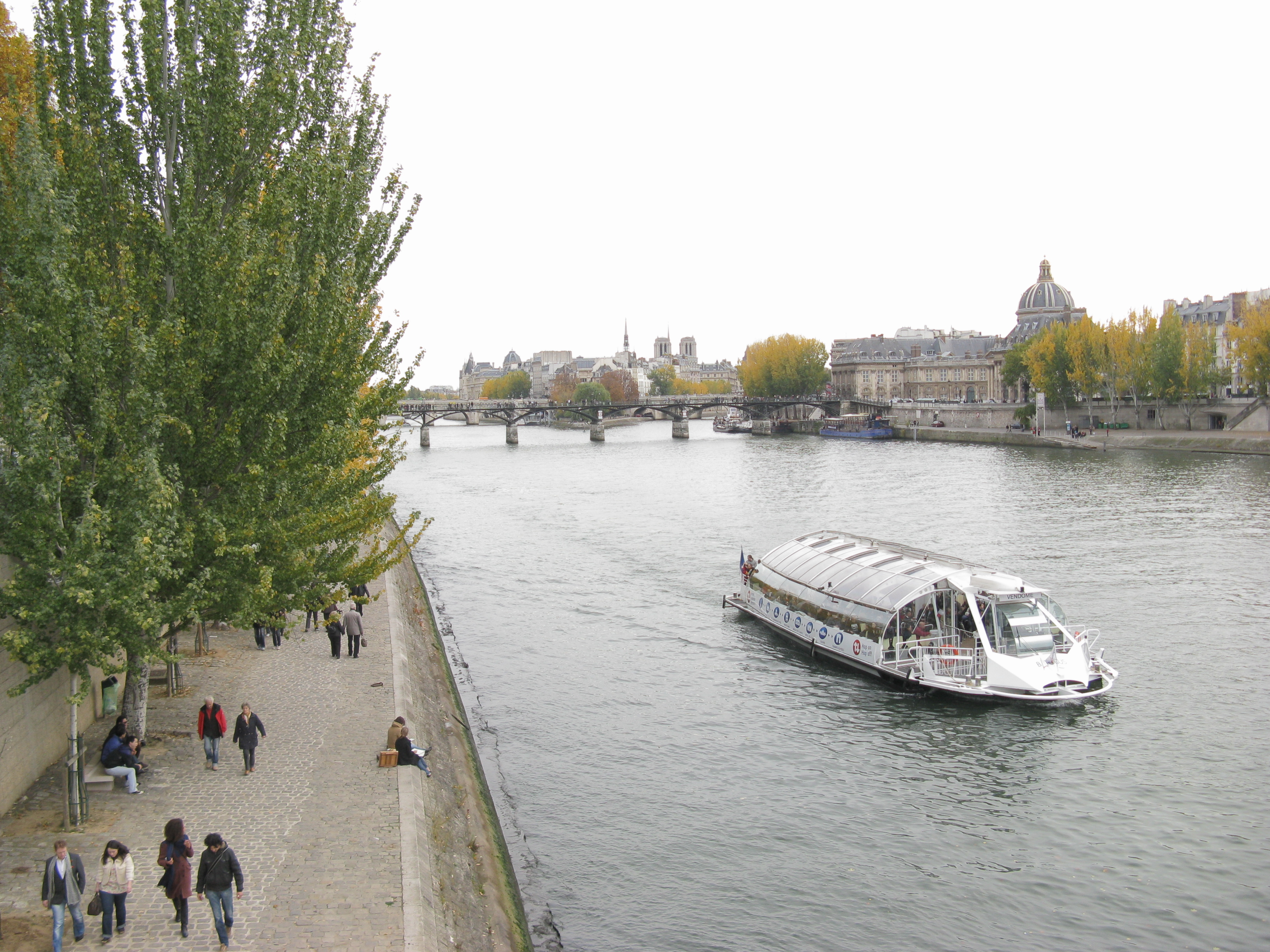
O abastecimento de água de Paris foi operado por duas empresas privadas de 1985 a 2010, cada uma servindo a metade da cidade

Na França sempre foi caracterizado por uma coexistência de gestão pública e privada, com suas respectivas ações flutuando ao longo do tempo. As duas maiores empresas privadas são a Veolia Environnement, e a Suez Environnement. No final do século XIX, os governos municipais, insatisfeitos com as altas tarifas e a falta de expansão das redes para bairros pobres, não renovaram as concessões privadas e criaram, em vez disso, concessionárias municipais. A participação das operadoras privadas de água caiu para 17% em 1936. A participação do setor privado aumentou gradualmente para 32% em 1954, 50% em 1975, e 80% em 2000, utilizando um novo modelo.
Em vez dos contratos de concessão, que davam a responsabilidade de financiar investimentos à empresa privada, os novos contratos de arrendamento tornaram o operador privado responsável apenas pela operação e manutenção, enquanto que os grandes investimentos passaram a ser de responsabilidade dos municípios. As empresas francesas de água também escaparam das nacionalizações após a guerra e mais tarde sob o Presidente François Mitterrand, porque o governo central não queria interferir na autonomia dos municípios e não estava disposto a financiar investimentos pesados. O abastecimento de água de Paris foi privatizado em 1985, quando um prefeito conservador concedeu dois contratos de arrendamento, cada um cobrindo metade da cidade. Em 2010, um prefeito socialista remunerou o sistema de abastecimento de água da capital francesa.

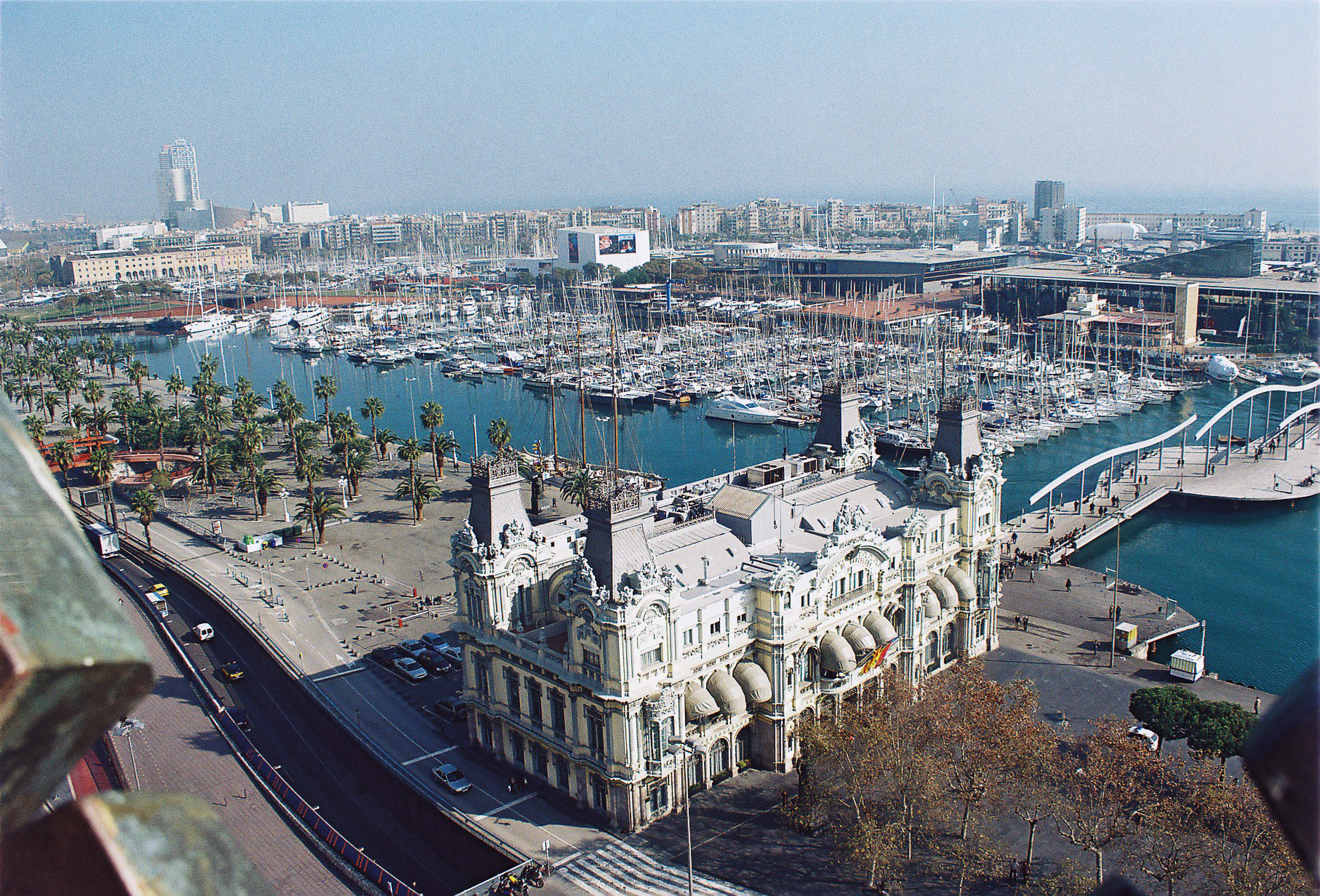
O abastecimento de água de Barcelona é administrado por uma empresa privada, a Aguas de Barcelona, desde 1867

Enquanto isso, o setor de água na Espanha, as empresas privadas de água mantiveram sua posição, iniciando a tendência global no final do século XIX e início do século XX. A maior empresa privada de água da Espanha é a Águas de Barcelona. Inicialmente criada por investidores franceses e belgas, foi vendida a investidores espanhóis em 1920, apenas para voltar gradualmente ao controle francês no início do século 21.
Na Alemanha, uma empresa privada britânica de água tinha instalado o primeiro sistema de água encanada e estação de tratamento em Berlim em 1852, mas a cidade, insatisfeita com a falta de investimento em particular em esgoto, cancelou o contrato em 1873. Em 1887 foi criada a Gelsenwasser AG, que continua sendo um importante fornecedor regional de água no distrito do Ruhr. O setor hídrico alemão sempre foi dominado por empresas municipais. Apesar disso, o sistema de água de Berlim foi parcialmente privatizado em 1999 por razões fiscais.
Nos Estados Unidos, 60% dos sistemas de água encanada eram de propriedade privada em 1850. No entanto, esta participação caiu para 30% em 1924. A partir de 2010, 2000 instalações de água e esgoto nos Estados Unidos foram operadas sob parcerias público-privadas, um esforço conjunto entre o grupo privado e o município em que estava operando.
No Chile, a ditadura de Pinochet estabeleceu a Constituição de 1980, incluindo as leis da água, que é a base dos sistemas hídricos do Chile. Além disso, o governo promulgou o Código da Água de 1981, um regime legal que decide eliminar o envolvimento do governo no controle do sistema hídrico e permitir que os cidadãos possuam direitos de exploração dos recursos hídricos. Ao estabelecer este Código de Águas, o governo do Chile conseguiu a privatização da água, e este regime ainda está em vigor. Hoje, o governo reduziu seu poder na administração dos recursos hídricos; portanto, 90% do abastecimento de água potável do Chile é controlado pelas corporações transnacionais. Entretanto, este sistema de água causa o desequilíbrio da distribuição dos direitos de água no Chile. Por exemplo, como o Código da Água permite que as empresas explorem os recursos hídricos, 71% dos recursos hídricos do Chile são utilizados na irrigação, o que equivale ao consumo anual de 243 milhões de lares. A distribuição desigual dos direitos da água induz à escassez dos recursos hídricos dos cidadãos chilenos, particularmente na seca.

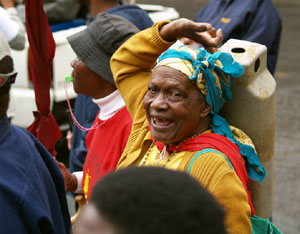
Manifestação em Joanesburgo, contra a privatização da água, dezembro de 2008

Empresas privadas de água européias e locais expandiram-se na América Latina, África e Ásia na segunda metade do século XIX, enquanto sua importância diminuiu na Europa. No Uruguai, o abastecimento de água foi administrado privadamente de 1867 a 1950; em Buenos Aires, Argentina, por um breve período de 1887 a 1891 e novamente de 1993 a 2006; no Cairo e Alexandria, Egito, de 1867 a 1956; em Beirute, Líbano, do século XIX até 1951; em Xangai, China, de 1875 a 1949; em Casablanca, Marrocos, de 1914 a 1962 e novamente após 1997; no Senegal até 1971 e novamente após 1996; e na Costa do Marfim desde a época colonial até hoje sem interrupção.
Na Europa Central e Oriental, após a queda do comunismo, as empresas privadas expandiram-se durante o final dos anos 1990, especialmente na Bulgária, Chéquia, Hungria e Romênia.
No entanto, algumas privatizações da água fracassaram, principalmente em 2000 em Cochabamba, Bolívia, abrindo caminho para um novo pragmatismo e uma ênfase reduzida na privatização, e em 2019, a Áustria proibiu a privatização do fornecimento de água através de sua constituição.

## Motivos
Os motivos para a privatização da água variam de um caso para outro, e muitas vezes determinam qual o modo de privatização escolhido: os contratos de gestão e locação são usados para aumentar a eficiência e melhorar a qualidade do serviço, enquanto as vendas de ativos e concessões visam principalmente reduzir a carga financeira ou expandir o acesso. Motivos ideológicos e influências externas também desempenham um papel, com a ideologia liberal de mercado favorecendo a privatização, ideologias de esquerda se opõem, e tanto conservadores como centristas se situam no meio, muitas vezes baseados em considerações locais e comerciais. Normalmente, vários dos motivos acima são combinados.

### Melhoria da qualidade e eficiência do serviço
A privatização da água é vista por alguns como uma solução para melhorar os sistemas públicos de abastecimento de água mal administrados. Os sintomas de má administração podem incluir baixa cobrança de contas de água, altas perdas de água (conhecidas como água sem receita) e fornecimento intermitente de água, às vezes durando apenas algumas horas por dia ou alguns dias por semana. Na Argélia, Arábia Saudita, Colômbia e Cuba, aumentar a eficiência e melhorar a qualidade do serviço foram os principais motivos para a privatização da água. Nesses casos, o argumento para privatizar a água é baseado na crença de que, adotando uma abordagem baseada no mercado para a gestão da água, o prestador de serviços será incentivado pelo lucro para aumentar a eficiência e melhorar a qualidade do serviço.
Alguns críticos argumentam que esta crença é mal orientada porque o setor de abastecimento de água é tipicamente monopolizado por uma empresa privada. Eles alegam que isso contraria muitas das vantagens associadas à economia de mercado, porque sem concorrência entre múltiplas empresas de serviços de água não há nada que faça baixar os preços e aumentar os níveis de eficiência.

### Influências Externas
Influências externas, como as do Banco Mundial e do Fundo Monetário Internacional (FMI), muitas vezes desempenham um papel na decisão dos governos de privatizar a água, como foi o caso na Bolívia e em vários países africanos. Esta influência pode tomar a forma de programas de ajuste estrutural, nos quais um empréstimo para o desenvolvimento é concedido na condição de que o país receptor privatize seu sistema de abastecimento de água. Outras agências de ajuda também têm apoiado a privatização da água.
Estas incluem o Banco Interamericano de Desenvolvimento (por exemplo, no Equador, Colômbia e Honduras), o Banco Asiático de Desenvolvimento (por exemplo, na China), o Banco Europeu de Reconstrução e Desenvolvimento na Europa Oriental, a cooperação alemã para o desenvolvimento através do KfW (por exemplo, na Albânia, Armênia, Jordânia e Peru), a cooperação francesa para o desenvolvimento (por exemplo, no Senegal) e a cooperação britânica para o desenvolvimento (por exemplo, na Tanzânia e na Guiana).
Os críticos afirmam que essas influências externas são problemáticas e argumentam que influenciar a privatização da água é parte de um movimento mais amplo das potências ocidentais impondo o neoliberalismo aos países do Sul Global.

### Razões Financeiras
Em alguns casos, onde o acesso já é universal e a qualidade do serviço é boa, os motivos financeiros dominam, como foi o caso em Berlim, Alemanha e no Chile. Em Berlim, o governo estadual vendeu em 1999 uma participação de 49,9% de sua concessionária de água por 1,69 bilhões de euros em troca de um lucro garantido para os acionistas privados equivalente à taxa de juros sobre títulos do governo a 10 anos mais 2%, como especificado em um contrato que foi mantido confidencial até que o governo estadual fosse forçado por um referendo a torná-lo público.
Como resultado, as tarifas aumentaram (15% só em 2004) e as receitas do governo estadual da empresa diminuíram em comparação com a situação antes da privatização (168 milhões de euros de lucro para o estado em 1997 comparado a uma perda de 10 milhões de euros em 2003). No Chile, onde não existiam estações de tratamento de esgoto antes da privatização, o desejo do governo de financiar sua construção fora do orçamento levou à privatização em 1998.
Motivos financeiros para a privatização da água também são comuns em países onde o acesso à água e a qualidade do serviço são deficientes. Em cidades com favelas em rápido crescimento, é muito caro para o governo expandir sua infra-estrutura de sistemas de abastecimento de água ao ritmo do crescimento da população. Além disso, a manutenção das boas condições da infra-estrutura antiga também é cara.
Assim, se uma parcela significativa dos fundos públicos não for destinada à manutenção, as tubulações e estações de tratamento de águas residuais podem cair em desuso. Para alguns países, o custo de gerenciamento de um sistema público de abastecimento de água torna-se inacessível. Nestes casos, a privatização pode ser vista como uma solução possível para que os governos atraiam investimentos privados nacionais e internacionais.

## Formatos

### Seleção de operadores privados
As empresas privadas são normalmente escolatravés de licitações competitivas internacionais e precisam ter demonstrado experiência prévia. A seleção é feita através de uma combinação de preço e qualidade, ou exclusivamente com base no preço. No caso de um contrato de administração, o preço é a taxa de administração (taxa fixa mais taxa baseada no desempenho); no caso de um arrendamento, é a taxa de arrendamento por unidade de água vendida; em uma concessão, é a tarifa de água; e em uma venda de ativo, é o preço pago pela empresa.
Em alguns casos - como em Casablanca em 1997 e em Jacarta em 1998 - empresas privadas foram selecionadas através de negociações diretas sem licitação competitiva. Em outros casos - tais como em Cartagena (Colômbia) em 1995, Cochabamba (Bolívia) em 1999 e Guayaquil (Equador) em 2000 - apenas uma única licitação foi apresentada. Se as agências de ajuda ao desenvolvimento estão envolvidas no financiamento direto da participação do setor privado, elas exigem sistematicamente uma licitação competitiva. Entretanto, em alguns casos - como em Timişoara, Romênia - o Banco Europeu de Reconstrução e Desenvolvimento financiou investimentos paralelos, enquanto uma concessão foi concedida pelo governo após negociações diretas.

### Tipos de Privatização
Em termos gerais, há duas formas de participação do setor privado no abastecimento de água e saneamento. Em uma privatização total, os ativos são permanentemente vendidos a um investidor privado. Em uma parceria público-privada, a propriedade dos ativos permanece pública e apenas certas funções são delegadas a uma empresa privada por um período específico. A privatização total do abastecimento de água e saneamento é hoje uma exceção, estando limitada à Inglaterra, Chile e algumas cidades dos Estados Unidos. As parcerias público-privadas (PPPs) são a forma mais comum de participação do setor privado no abastecimento de água e saneamento atualmente.
As três formas mais comuns de PPPs, na ordem de responsabilidades crescentes para o parceiro privado, são:
- Concessão, sob a qual o operador privado é responsável pelo funcionamento de todo o sistema. O investimento é financiado em sua maioria ou integralmente e realizado pelo operador privado. A duração é normalmente de 20-30 anos.
- Contrato de gestão, sob o qual o operador privado é responsável apenas pelo funcionamento do sistema, em troca de uma taxa que, em certa medida, está relacionada ao desempenho. O investimento é financiado e realizado pelo setor público. A duração é normalmente de 4-7 anos.
- Contrato de arrendamento, sob o qual os ativos são arrendados ao operador privado que recebe uma parte das receitas. Assim, normalmente, ele suporta um risco comercial maior do que sob um contrato de administração. O investimento é total ou majoritariamente financiado e realizado pelo setor público. A duração é tipicamente de 10-15 anos.
- Empresa de economia mista na qual um investidor privado assume uma participação minoritária em uma empresa de água com total responsabilidade gerencial investida no parceiro privado.

As concessões são a forma mais comum de PPPs em abastecimento de água e saneamento. Elas são seguidas por arrendamentos, também chamados affermages, mais comumente usados na França e na África Ocidental francófona. Os contratos de gestão são utilizados na Arábia Saudita, Argélia e Armênia, entre outros. As empresas de propriedade mista são mais comuns na Espanha, Colômbia e México.
Uma concessão para a construção de uma nova fábrica é chamada de contrato de Build-Operate-Transfer (BOT). Sob um contrato BOT, o operador privado assina um acordo com uma concessionária que compra serviços de tratamento de água ou de tratamento de esgoto.

#### Prevalência de parcerias público-privadas

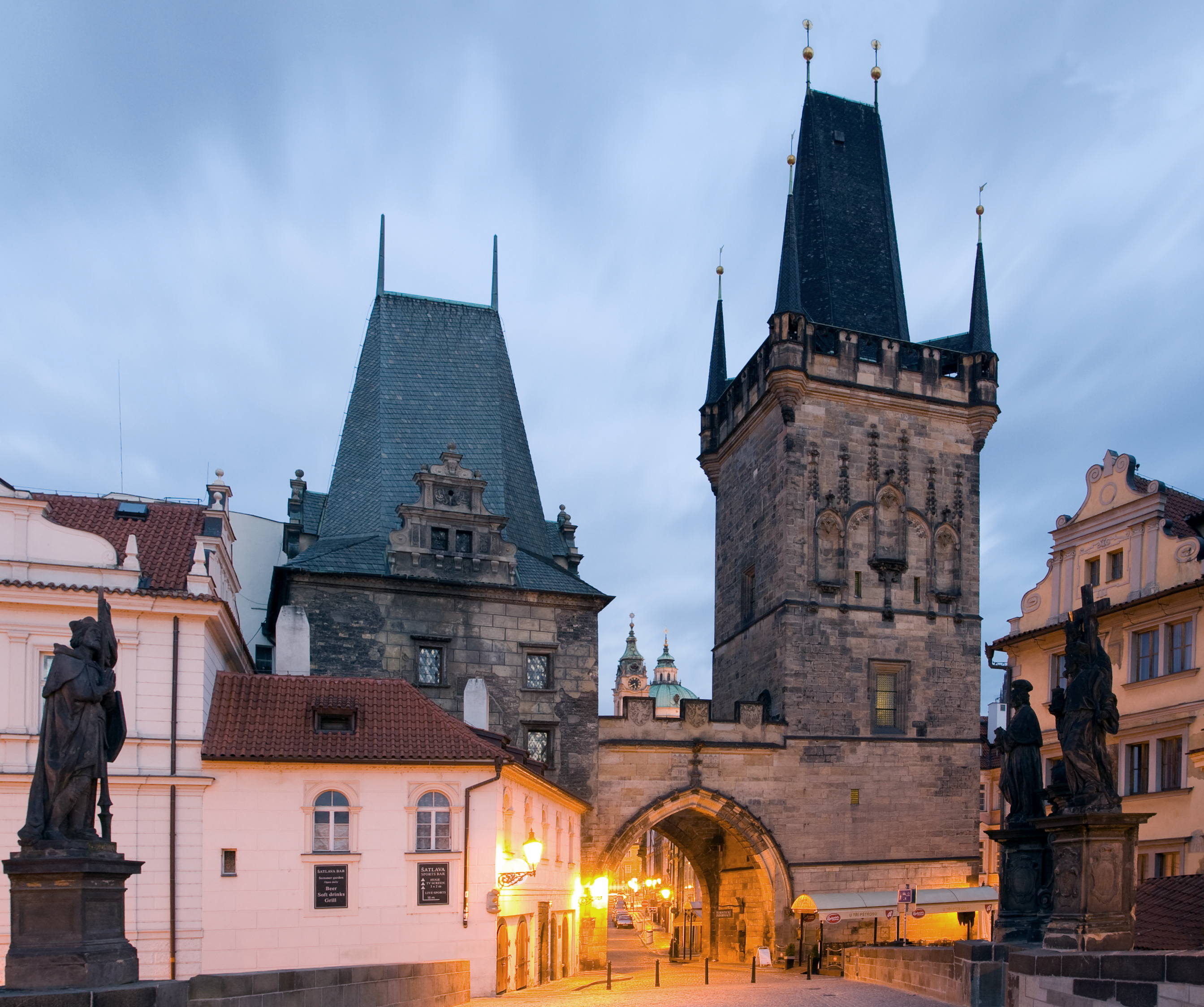
Praga é uma das muitas cidades cujo abastecimento de água é fornecido por uma empresa privada

Há estimativas muito diferentes sobre o número de pessoas atendidas por empresas privadas de água. O Banco Mundial estimou que, em 2007, cerca de 270 milhões de pessoas receberam água de empresas privadas em mais de 40 países, incluindo cerca de 160 milhões em países desenvolvidos e 110 milhões em países em desenvolvimento. Entretanto, o relatório não incluiu estimativas do número de pessoas atendidas por empresas privadas no lado das águas residuais.
O Anuário Pinsent Masons Water usa uma definição mais ampla que inclui também os serviços de águas residuais. Mais importante, ele também inclui casos em que uma estação de tratamento de água ou esgoto é operada por uma empresa privada em nome de uma empresa pública que serve o cliente final. Com base nesta definição mais ampla e levando em conta o crescimento da população e a privatização da água entre 2007 e 2011, estima-se que 909 milhões em 62 países ou 13% da população mundial foram atendidos pelo setor privado de uma forma ou de outra.
Isto inclui 309 milhões de pessoas na China, 61 milhões nos Estados Unidos, 60 milhões no Brasil, 46 milhões na França, 23 milhões na Espanha, 15 milhões na Índia e 14 milhões na Rússia. Na Inglaterra e no País de Gales, toda a população de 55 milhões é servida por empresas privadas. Além disso, no Chile, República Tcheca, Armênia e três países africanos - Costa do Marfim, Gabão e Senegal - empresas privadas prestam serviços de água a toda a população urbana. Na Hungria, elas atendem quase a metade da população. Na Argélia, Colômbia, Alemanha, Itália, Malásia, México, Marrocos, Polônia e África do Sul, menos da metade da população é servida por empresas privadas. Nas Filipinas, Indonésia, Bulgária, Estônia e Cuba, as empresas privadas de água atendem apenas a capital. 24 países, como Argentina, Bolívia e vários países pequenos como Guiana, Gana ou a República Centro-Africana, voltaram à gestão pública a partir de 2009.
Entretanto, 84% dos contratos adjudicados principalmente nos anos 90 ainda estavam ativos. Por outro lado, em muitos países, como no Japão, Canadá, Egito, Paquistão ou Escandinávia, não existem empresas privadas de água. Nicarágua, Holanda e Uruguai até aprovaram leis que proíbem a privatização da água. Na Itália, em junho de 2011, uma lei a favor da privatização da água foi revogada por uma maioria esmagadora de italianos através de um referendo. Em 2019, Baltimore, Maryland tornou-se a primeira grande cidade dos Estados Unidos a proibir a privatização da água.
Um relatório do Banco Mundial lista os seguintes exemplos de parcerias público-privadas bem-sucedidas nos países em desenvolvimento: a privatização total no Chile; as empresas mistas na Colômbia; as concessões em Guaiaquil no Equador, Brasil, Argentina, Manila Oriental nas Filipinas, Marrocos e Gabun; e os contratos de arrendamento na Costa do Marfim, Senegal e Yerevan na Armênia.

### Operadores de pequena escala: o outro setor privado

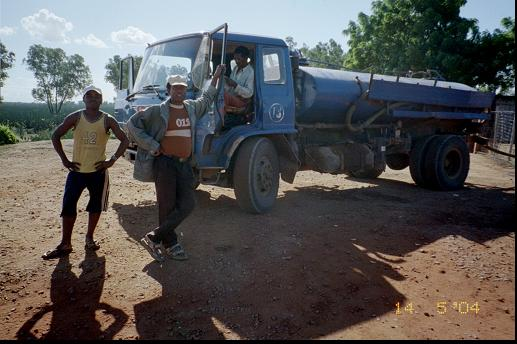
Um operador privado em pequena escala que utiliza um caminhão pipa para distribuir água

Além da privatização da água, que envolve relações contratuais entre um governo e grandes empresas formalmente estabelecidas, há também "o outro setor privado" no fornecimento de água, que consiste em operadores locais de pequena escala, muitas vezes informais. Eles existem na maioria das cidades do Sul Global e às vezes fornecem água a uma grande parte da população da cidade. Por exemplo, um estudo de seis países latino-americanos mostrou que eles fornecem água a 25% da população em sete cidades. Na África, eles servem cerca de 50% da população urbana. Eles operam principalmente em favelas, servindo as pessoas que não são atendidas pelas autoridades da cidade. Muitos operadores de água em pequena escala fornecem água através de caminhões-tanque ou carretas puxadas por animais. Outros operam redes de distribuição de água alimentadas por poços, como é o caso em Assunção, Paraguai, e em Sanaa, Iêmen.
Os pequenos operadores podem ser propriedade de empresários individuais ou podem tomar a forma de cooperativas, como é o caso de Honduras. As pequenas operadoras nem sempre cumprem as normas técnicas e a qualidade da água que fornecem ou suas tarifas muitas vezes não são regulamentadas. Na maioria das vezes, suas tarifas são significativamente mais altas do que as das concessionárias públicas de água. Isto pode ser atribuído tanto ao lucro ou simplesmente aos altos custos de transporte gastos durante a distribuição de água. Eles normalmente carecem de capital para expandir ainda mais sua rede. Entretanto, em alguns casos piloto - como no Quênia, Uganda, Camboja e Vietnã - as agências de ajuda internacional lhes forneceram subsídios para aumentar o acesso, muitas vezes sob a forma de ajuda baseada na produção.

## Regulação
Sendo monopólios naturais, todas as concessionárias de água - públicas ou privadas - precisam ser regulamentadas quanto a aprovações tarifárias, qualidade de serviço, conformidade ambiental e outros aspectos. A conscientização da necessidade de regular normalmente aumenta substancialmente quando operadores privados com fins lucrativos se envolvem: O monitoramento do desempenho tanto do parceiro privado quanto do parceiro público, aplicando sanções em caso de não conformidade e resolução de disputas torna-se particularmente importante. As tarefas de regulamentação dependem da forma de participação do setor privado: Sob um contrato de gestão, o monitoramento do cumprimento dos padrões de desempenho, do qual depende a remuneração da empresa privada, é tipicamente realizado por uma empresa de consultoria independente. Sob um contrato de concessão ou no caso de uma venda de ativos, a regulamentação tarifária através de uma agência reguladora ou do governo é uma função reguladora fundamental. As concessões de água são freqüentemente renegociadas, resultando muitas vezes em melhores condições para a empresa privada. Por exemplo, as negociações de concessões em Buenos Aires e Manila resultaram na redução das exigências de investimento, no aumento das tarifas e na indexação das tarifas à taxa de câmbio do dólar americano. A qualidade e a força da regulamentação é um fator importante que influencia se a privatização da água falha ou é bem sucedida. As tarefas, a forma e a capacidade das entidades públicas encarregadas da regulamentação variam muito entre os países.
Internacionalmente, a regulamentação das empresas privadas de água está sendo realizada pelos seguintes tipos de entidades públicas ou, às vezes, por uma combinação delas.
| Tipo de entidade                                                                 | Examplos |
| -------------------------------------------------------------------------------- | --- |
| Municipalidade ou uma associação de municípios menores                           | França e Espanha |
| Órgão especializado a nível da cidade criado para regular um único contrato      | Guayaquil, Equador; San Pedro Sula, Honduras; Jacarta, Indonésia (com algum controle do governo nacional neste último caso); Manila, Filipinas; anteriormente em Buenos Aires, Argentina |
| Agência reguladora especializada em nível supramunicipal subnacional             | Comissão de Serviços Públicos em estados dos Estados Unidos; alguns estados Brasileiros                                                                                                  |
| Agência reguladora especializada criada permanentemente por lei no nível do país | ANA no Brasil, OFWAT na Inglaterra; Superintendência da Água (SISS) no Chile; Comissão Reguladora da Água (CRA) na Colômbia                                                              |
| Unidade especializada em um Ministério criado temporariamente por decreto        | Ministério da Água na Jordânia |
| Departamento Ministerial                                                         | Ministério do Interior no Marrocos |

## Exemplos
Os exemplos mais conhecidos de privatização da água no final do século XX são os empreendidos na Inglaterra sob Margaret Thatcher, as concessões de Manila e Buenos Aires, assim como a fracassada privatização em Cochabamba, Bolívia, que se tornou um símbolo da luta contra a globalização. Menos conhecidas, mas igualmente relevantes, são as privatizações da água em outros países, como por exemplo na Colômbia.

### Argentina
A privatização da água na Argentina começou em 1992 sob o governo de Carlos Menem, como parte de um dos maiores programas de privatização do mundo. Concessões foram assinadas em 28% dos municípios do país, cobrindo 60% da população, inclusive em 1993 para a área metropolitana de Buenos Aires. Após a crise econômica de 2001, sob o governo de Néstor Kirchner, quase todas as concessões foram terminadas, inclusive em Buenos Aires em 2006. O impacto da concessão continua controverso. O governo e os críticos argumentam que o concessionário não conseguiu atingir as metas estabelecidas no contrato de concessão em termos de expansão de acesso, investimento e qualidade de serviço. Os defensores reconhecem que as metas não foram atingidas, mas argumentam que o congelamento das tarifas no momento da desvalorização do Peso durante a crise econômica argentina em 2001 violou o contrato e, portanto, impossibilitou o cumprimento das metas originais. Segundo o economista argentino Sebastian Galiani, a empresa pública OSN tinha investido apenas US$25 milhões por ano entre 1983 e 1993, enquanto a concessionária privada Aguas Argentinas aumentou os investimentos para cerca de US$200 milhões por ano entre 1993 e 2000. De acordo com o concessionário privado Suez, durante os 13 anos de duração de sua concessão, estendeu o acesso à água a 2 milhões de pessoas e o acesso ao saneamento a 1 milhão de pessoas, apesar da crise econômica. Em julho de 2010, o Centro Internacional de Solução de Controvérsias sobre Investimentos (ICSID) decidiu que o governo argentino recusou injustamente permitir que as concessionárias privadas aumentassem as tarifas durante o período após a desvalorização do peso argentino em 2001 e que as empresas privadas têm direito a danos. As empresas privadas anunciaram que buscariam US$ 1,2 bilhões em indenizações.

### Bolívia

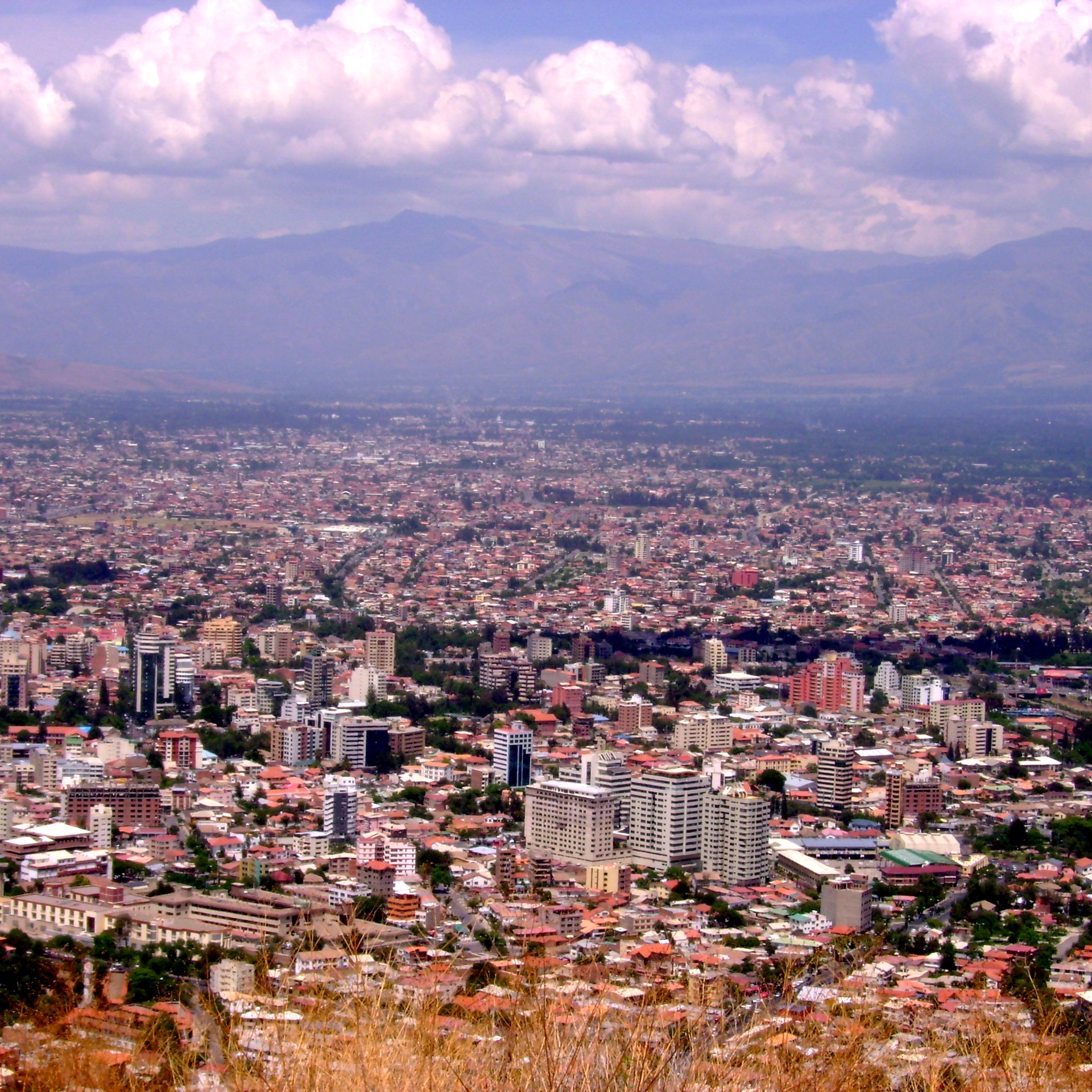
Cochabamba foi o cenário de violentos protestos contra a privatização da água em 2000.

Em meados dos anos 90, o governo da Bolívia, sob pressão do Banco Mundial, decidiu privatizar o abastecimento de água na terceira maior cidade do país, Cochabamba. Nos anos anteriores, apesar dos recursos financeiros do Banco Mundial para apoiar a utilidade pública de Cochabamba, o acesso à água encanada na cidade havia diminuído para 40%. As perdas de água haviam permanecido altas em 40%, e a água era fornecida apenas 4 horas por dia. Aqueles que não estavam conectados à rede pagavam dez vezes mais por sua água a vendedores particulares do que aqueles que estavam. Isto contrastou com a situação da segunda maior cidade da Bolívia, Santa Cruz, onde uma empresa de serviços públicos administrada como uma cooperativa conseguiu aumentar o acesso e melhorar a qualidade do serviço com o apoio do Banco Mundial. Em Santa Cruz, a privatização nunca havia sido considerada.
Em 1997, uma primeira licitação para uma concessão de água em Cochabamba havia sido declarada nula a pedido do prefeito de Cochabamba, Manfred Reyes Villa. Ele queria que a construção de uma grande barragem, a barragem de Misicuni, e um oleoduto da barragem para a cidade fosse incluída na concessão.
O Banco Mundial se opôs à barragem por ser desnecessariamente cara e, posteriormente, terminou seu envolvimento relacionado ao abastecimento de água na cidade. Apesar disso, na opinião do público, o Banco Mundial permanece inseparavelmente ligado à privatização de Cochabamba.O governo procedeu a licitação para a concessão; desta vez incluindo a barragem de Misicuni. Somente uma única empresa apresentou uma proposta, a Aguas del Tunari, um consórcio liderado pela Bechtel.
O governo aceitou a licitação e assinou a concessão. Ao consórcio foi garantido um retorno anual mínimo de 15%. Em paralelo, foi aprovada uma lei que parecia dar o monopólio a Aguas del Tunari sobre todos os recursos hídricos, incluindo a água utilizada para irrigação, sistemas de água comunais e até mesmo a água da chuva coletada nos telhados. Ao assumir o controle, a empresa aumentou as tarifas de água em 35%.
Manifestações e uma greve geral irromperam em janeiro de 2000 em protesto contra o aumento das tarifas e a percepção de privatização dos recursos hídricos. O governo prendeu o líder dos manifestantes, Oscar Olivera. Entretanto, os protestos se espalharam por todo o país e o governo declarou o estado de emergência em abril. Os protestos ainda continuavam e várias pessoas foram mortas. Em meio à agitação, os funcionários de Aguas del Tunari fugiram de Cochabamba. O governo finalmente liberou Oscar Olivera e assinou um acordo com ele declarando que a concessão seria encerrada.
O governo então disse a Aguas del Tunari que ao sair de Cochabamba havia abandonado a concessão e o parlamento revogou a Lei 2029. Os protestos de Cochabamba tornaram-se um símbolo mundial de luta contra o neoliberalismo e a privatização de Cochabamba é provavelmente, tanto entre os ativistas contra a globalização quanto entre o público em geral, de longe o exemplo mais conhecido do fracasso da privatização da água.
A empresa, insistindo que tinha sido forçada a sair, entrou com uma ação judicial de US$ 25 milhões no Centro Internacional de Resolução de Disputas de Investimentos. O processo, que foi realizado a portas fechadas, terminou em 2006 com um acordo sob o qual a Bechtel desistiu de sua reivindicação. Com o financiamento do Banco Interamericano de Desenvolvimento, a cidade expandiu seu sistema de água encanada após os tumultos. Entretanto, sob gestão pública, metade das 600.000 pessoas de Cochabamba permanece sem água encanada e as que a possuem continuam a receber serviço intermitente. Oscar Olivera, a figura principal dos protestos, admitiu:
"Eu teria que dizer que não estávamos prontos para construir novas alternativas."

### Brasil

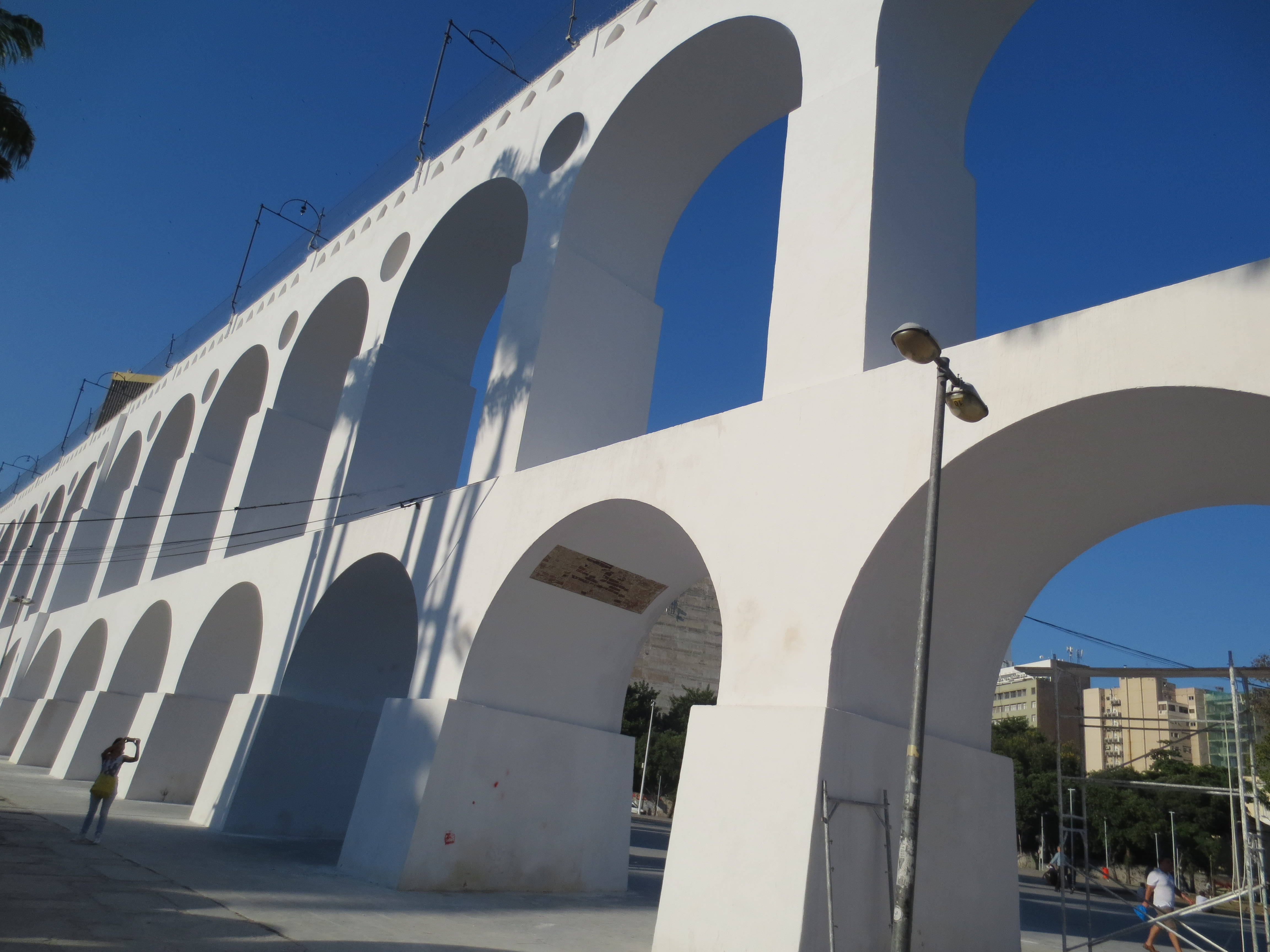
A canalização do Rio Carioca e a construção do Aqueduto da Carioca representou um marco no processo de urbanização do Rio de Janeiro em meados do século XVIII

As primeiras privatizações de água no Brasil aconteceram na capital Rio de Janeiro (1857) e em São Paulo (1877) na época do Império pós-colonial sob Pedro II do Brasil. Duas décadas depois os serviços de Companhia Cantareira em São Paulo foram considerados insatisfatórios e seu contrato não foi renovado. Os serviços do Rio de Janeiro foram igualmente re-municipalizados alguns anos depois, após a "revolta popular".
Iniciada sob o Presidente Collor, através do Programa Nacional de Desestatização, entre 1994 e 2000, um total de 38 contratos do setor privado (concessões, BOTs e contratos de serviços) foram assinados, com compromissos de investimento de mais de US$ 2,5 bilhões. Os nove primeiros acordos de concessão privada foram em 1994-96, todos no estado de São Paulo (Limeira, Mairinque, Marília, Mineiros do Tietê, Ourinhos, Pereiras, São Carlos, Salto e Tuiuti). Em 2008, empresas privadas forneceram água potável a 7 milhões de brasileiros - 4% da população urbana - em 10 dos 26 estados do país.
O setor privado detém 65 contratos de concessão nos estados de São Paulo, Rio de Janeiro, Espírito Santo, Mato Grosso, Mato Grosso do Sul, Santa Catarina, Minas Gerais, Paraná, Pará e Amazonas. As empresas privadas comprometeram-se a investir 4,5 bilhões de reais (US$ 2,8 bilhões) no setor.  A maior parte da população brasileira recebe serviços de água e saneamento das concessionárias públicas municipais ou estaduais.
Até a aprovação do Marco Legal do Saneamento Básico em 2007, sendo este atualizado em 2020, a privatização no Brasil ocorreu sem ter desenvolvido previamente um regime regulatório abrangente, como foi o caso no Chile. No Brasil tem sido relativamente limitada em comparação com outros setores de infra-estrutura (energia, transporte, telecomunicações). Em comparação com outros países latino-americanos, ela tem sido mais estável do que na Argentina e Bolívia, mas também menos difundida do que, por exemplo, no Chile. Como em todos os contratos de concessão, a infra-estrutura em si permanece pública, mas está sendo operada pelo setor privado. Da mesma forma, os próprios recursos hídricos continuam sendo de propriedade pública. A maioria dos contratos de concessão foi adjudicada pelos municípios. A falta de clareza jurídica quanto ao direito dos governos estaduais de também adjudicar contratos de concessão tem frustrado alguns esforços de privatização da água, notadamente no Estado do Rio de Janeiro.

### Colômbia

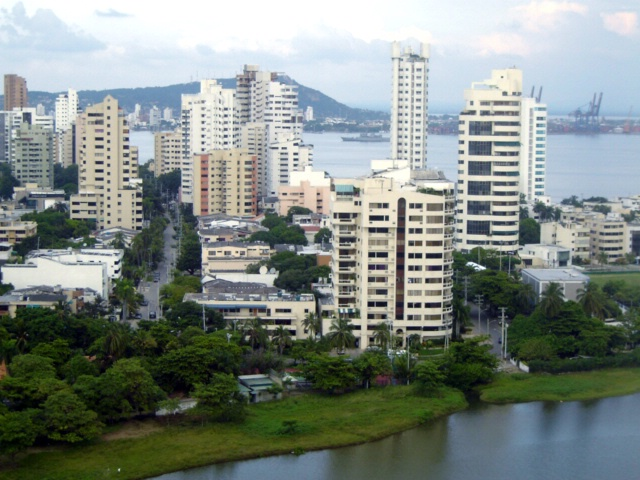
Cartagena é uma das cidades colombianas cujo abastecimento de água é assegurado por uma empresa de capital misto

Entre 1996 e 2007, foram firmadas parcerias público-privadas para serviços de água e esgoto em mais de 40 cidades colombianas, atendendo a mais de 20% da população urbana do país. A maioria dos contratos foi adjudicada em municípios com infra-estrutura altamente deteriorada, tais como Barranquilla e Cartagena. O governo central financiou a maioria dos investimentos através de subsídios, reduzindo assim a necessidade de aumentar as tarifas. A privatização da água na Colômbia foi, em grande parte, realizada em casa, adaptando modelos utilizados em outros lugares às circunstâncias e cultura particulares da Colômbia.
Um modelo introduzido a partir da Espanha, a empresa mista com uma participação majoritária do município e uma participação minoritária de um operador privado, foi particularmente bem sucedido. As empresas estrangeiras de água ganharam alguns dos primeiros contratos, mas rapidamente venderam a maioria de suas ações a operadores colombianos. Houve um aumento significativo no acesso sob contratos privados.
Por exemplo, em Cartagena, a cobertura de abastecimento de água aumentou de 74% para uma cobertura quase universal, enquanto que a cobertura de esgoto subiu de 62% para 79% entre 1996 e 2006. Meio milhão de pessoas obtiveram acesso e 60% das novas conexões beneficiaram as famílias do quintil de renda mais pobre. Para alcançar a cobertura universal, o operador fez amplo uso de esquemas comunitários de abastecimento em massa que fornecem água segura para os muitos assentamentos ilegais que estavam se expandindo na periferia da cidade. Entretanto, não há provas conclusivas de que o acesso tenha aumentado mais rapidamente sob contratos privados do que no caso de serviços públicos administrados publicamente. Em Cartagena, as tarifas diminuíram substancialmente, indicando que a operadora repassou os ganhos de eficiência aos consumidores.

### Cuba

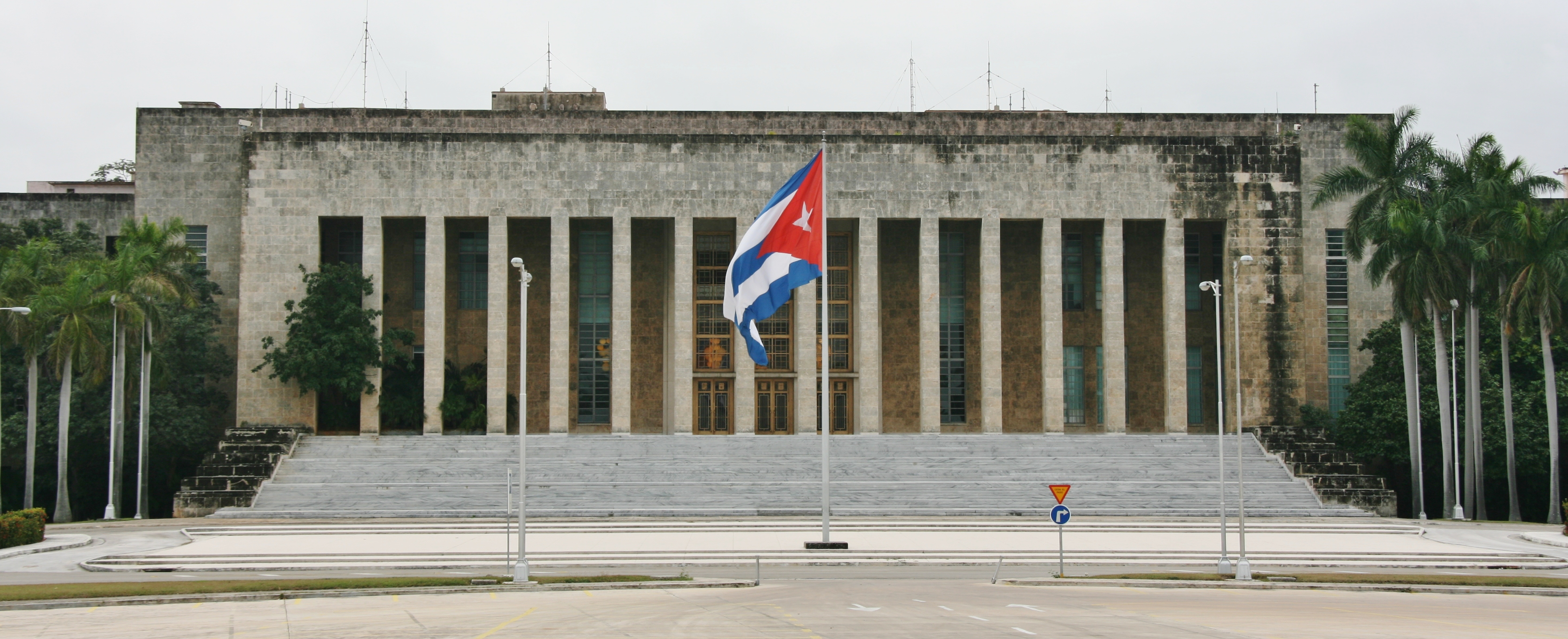
O governo de Cuba confiou o abastecimento de água de Havana a uma empresa de capital misto a fim de melhorar a qualidade do serviço, mostrando a diversidade de motivos que estão por trás da privatização da água

Em janeiro de 2000, quando o governo socialista de Cuba criou uma empresa de capital misto para administrar o sistema de drenagem de água, esgoto e águas pluviais em 8 dos 15 municípios que compõem a capital do país, Havana. O governo evita o termo privatização, apesar do envolvimento de duas empresas privadas estrangeiras como parceiros-chave na empresa mista. A empresa opera sob um contrato de concessão renovável de 25 anos.
Ela atende 1,25 milhões de habitantes nos municípios de Havana Velha, Havana Central, Cerro, Plaza de la Revolución, 10 Octubre, La Lisa, Playa e Marianao, que juntos abrigam 60% da população de Havana. A empresa, denominada Aguas de la Habana, tem um capital de 8 milhões de dólares e é propriedade do Estado cubano através do Instituto Nacional de Recursos Hídricos (INRH), da empresa privada espanhola Aguas de Barcelona (Agbar) e da empresa familiar espanhola Grupo Martinon. O contrato prevê que, em última instância, toda a população de Havana será servida pela empresa.
A cooperação entre as três empresas remonta a um projeto realizado na estância turística cubana Varadero desde 1994, envolvendo a Canaragua, subsidiária da Aguas de Barcelona que opera nas Ilhas Canárias, e a firma Martinon, cujos proprietários também são das Ilhas Canárias. Após esta experiência inicial bem sucedida, Agbar e INRH assinaram um contrato para operar os serviços de água em três municípios de La Lisa, Playa e Marianao em Havana Ocidental em 1997. Após este projeto piloto, a criação da empresa mista Aguas de la Habana foi decidida em um acordo-quadro assinado em fevereiro de 1999 em Barcelona.
Agbar "facilitou" o financiamento de US$ 24,7 milhões através de empréstimos. Pelo menos alguns desses empréstimos são empréstimos bonificados da Agência Espanhola de Cooperação Internacional, que financiou a primeira grande reabilitação do aqueduto Albear, com mais de um século de existência, que fornece 12% do abastecimento de água da capital. Além de operar e manter os sistemas, a Aguas de La Habana também realiza estudos de engenharia e executa obras.
O faturamento anual da empresa é de US$ 9 milhões por cerca de 115 milhões de metros cúbicos de água que ela entrega a seus clientes. A partir de 2004, a Aguas de Barcelona relatou um progresso significativo. De acordo com a empresa, 95% dos habitantes da cidade que tinham que ser abastecidos por caminhões-tanque antes do contrato de concessão dependiam da água da torneira a partir de 2004. A continuidade do fornecimento tinha aumentado de 7 para 10 horas por dia. Entretanto, a partir de 2010 o progresso foi aparentemente lento, já que as perdas na distribuição de água ainda são estimadas em 50% em 2010 e mais de 100.000 habitantes sofrem com o fornecimento intermitente.

### Filipinas

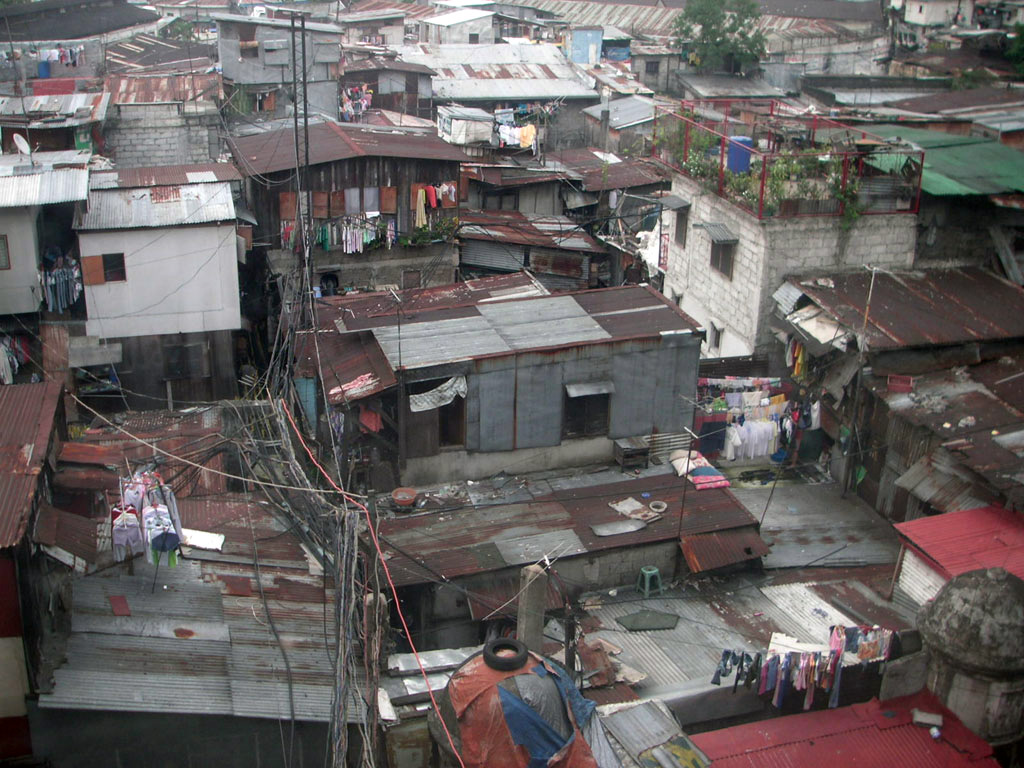
As empresas privadas que fornecem água em Manila expandiram o acesso ao abastecimento de água para os pobres que vivem em favelas

A privatização da água em Manila começou em 1997 com a adjudicação de dois contratos de concessão para as metades oriental e ocidental da região metropolitana de Manila. As concessões representam a maior população servida por operadores privados no mundo em desenvolvimento.
A partir de 2010, a concessão em Manila Oriental é altamente bem-sucedida e levou a melhorias significativas em acesso, qualidade de serviço e eficiência: a população atendida mais que dobrou de 3 em 1997 para 6,1 milhões em 2009, a parcela de clientes com fornecimento contínuo de água aumentou de 26% para mais de 98% e a água sem receita caiu de 63% para 16%.
A concessão em Manila Ocidental falhou quando a empresa Maynilad entrou em falência em 2003. Ela foi vendida a novos investidores em 2007 e o desempenho melhorou desde então.. A parcela da população com acesso à água canalizada em Manila Ocidental aumentou de 67% em 1997 para 86% em 2006 e a participação de clientes que desfrutam do fornecimento de água 24 horas por dia aumentou de 32% em 2007 para 71% no início de 2011.

### França
As empresas privadas de água têm tido um papel dominante na França há mais de um século. As empresas privadas de água (Veolia Water, Suez Environnement e pequenas empresas como a Saur) controlam 60% do mercado de água da França. Veolia e Suez são as maiores empresas privadas internacionais de água e esgoto do mundo.
A privatização da água na França vem ocorrendo desde antes dos anos 1800, mas somente recentemente, por volta dos anos 1960, ela cresceu em tamanho e poder. Nos 20 anos entre os anos 50 e 70, estima-se que o setor privado de água aumentou sua participação no abastecimento de água potável em pelo menos 20%, um número que aumentou para cerca de 75% na atualidade. O abastecimento de água é hoje de propriedade de três grandes empresas. Nos 3600 municípios locais na França, cada um deles tem o poder de decidir se publicitam ou não a água potável e ditam os termos do contrato.
O financiamento das Agências de Água francesas é completamente feito por elas mesmas. O que significa que estas empresas são auto-financiadas. A receita total é difícil de estimar, mas de 1992 a 1996 cerca de 81 bilhões de francos franceses foram retidos em receitas por estas Agências de Água. Este grande fundo é usado principalmente para expandir e manter projetos públicos e privados de água. Este modelo, embora muito lucrativo, carece de regulamentação econômica devido à má logística. Este é um problema que está sendo resolvido através da implementação de um contrato claro e bem definido entre as Agências de Água e os empreiteiros que constroem a infra-estrutura.

### Inglaterra e País de Gales
Na Inglaterra e no País de Gales, as tarifas e os lucros da água aumentaram substancialmente após a privatização em 1989, mas os investimentos também aumentaram e a qualidade da água nos rios melhorou. As tarifas aumentaram 46% em termos ajustados pela inflação durante os primeiros nove anos após a privatização. Os lucros operacionais mais que dobraram (+142%) nos primeiros oito anos. Por outro lado, as privatizações aumentaram os investimentos: Nos seis anos após a privatização, as empresas investiram £17 bilhões, em comparação com £9,3 bilhões nos seis anos antes da privatização. Também trouxe o cumprimento de normas rigorosas de água potável e levou a uma maior qualidade da água dos rios.. De acordo com dados da OFWAT, o regulador econômico das empresas de água e esgoto na Inglaterra e no País de Gales, desde o início dos anos 90 até 2010, a pressão da rede melhorou substancialmente, as interrupções no fornecimento tornaram-se menos freqüentes, a capacidade de resposta às reclamações melhorou e o vazamento foi reduzido.
Nos anos 80, a elite acreditava, em grande parte, que o Estado não estava construindo infra-estrutura para a água de forma a permitir que a economia crescesse adequadamente. Por esta razão, o poder econômico e político liderou uma mudança no sentido de tornar a água uma utilidade privada. Recentemente, todos os sistemas privatizados de água estão passando por uma reestruturação completa. Pequenas empresas de água no Reino Unido também foram adquiridas por empresas multinacionais dos Estados Unidos, França e Escócia. Verificou-se que as empresas privadas têm problemas com a qualidade da água, poluição ambiental, gestão de esgotos, vazamentos e erros logísticos.

## Impacto
As evidências relativas ao impacto da privatização da água são mistas. Muitas vezes os defensores e opositores da privatização da água enfatizam aqueles exemplos, estudos, métodos e indicadores que apóiam seus respectivos pontos de vista. Como em qualquer estudo empírico, os resultados são influenciados pelos métodos utilizados. Por exemplo, alguns estudos simplesmente comparam a situação antes da privatização com a situação após a privatização. Estudos mais sofisticados tentam comparar as mudanças nas concessionárias privadas com aquelas das concessionárias públicas que operam em condições similares durante o mesmo período. O segundo grupo de estudos freqüentemente utiliza técnicas econométricas. Os resultados também dependem da escolha do indicador utilizado para medir o impacto: Um indicador comum é o aumento no acesso ao abastecimento de água e esgoto. Outros indicadores são mudanças nas tarifas, investimentos, doenças transmitidas pela água ou indicadores de qualidade do serviço (por exemplo, continuidade do abastecimento ou qualidade da água potável) e eficiência (por exemplo, perdas de água ou produtividade da mão-de-obra).

### Acesso
Quando se trata de impacto no acesso à água segura e limpa, é inevitável trazer à ribalta as parcerias público-privadas e as tarifas, uma vez que são um dos principais factores que determinam a capacidade de acesso à água. Um antes, após estudo comparativo do Banco Mundial, analisa a forma como o acesso, a qualidade do serviço, a eficiência operacional e as tarifas evoluíram com menos de 65 parcerias público-privadas para as empresas de abastecimento de água urbanas nos países em desenvolvimento. O estudo estima que "os projectos PPP forneceram acesso à água canalizada a mais de 24 milhões de pessoas nos países em desenvolvimento desde 1990". Por conseguinte, o PPP tinha sido um factor essencial para ajudar a melhorar a qualidade do serviço de acesso à água.
Para além das PPP, as tarifas são também outro factor importante que tem um impacto directo no acesso a água segura e limpa. Em alguns países, a privatização da água pode dificultar a acessibilidade da água. Quando as empresas com fins lucrativos investem no sistema de água, o desejo de rentabilizar o investimento pode criar um sistema de distribuição pesado de topo. Aumentam as tarifas para obter mais lucros, o que consequentemente reduz a acessibilidade do recurso para as famílias pobres, uma vez que os pobres não são capazes de pagar tarifas elevadas. Por outras palavras, os investimentos são feitos apenas para melhorar a acessibilidade nos distritos mais ricos, onde as pessoas podem pagar as tarifas. Desta forma, a necessidade da companhia da água de fazer retornos adequados é satisfeita fornecendo água apenas àqueles que podem pagar. No entando em outros países como a Nigéria e o Gana, onde os governos não distribuem o acesso à água às populações, a privatização da água levou à expansão dos serviços aos distritos de baixos rendimentos.

### Saúde
Uma das medidas mais eficazes para analisar a eficácia da privatização da água é a taxa de mortalidade infantil, uma vez que as crianças são mais susceptíveis de serem negativamente afectadas pelas águas contaminadas. A privatização da água tem tido historicamente impactos mistos na mortalidade infantil e na saúde global das pessoas por ela afectadas. Um estudo sobre o impacto da privatização da água na saúde revela que, entre 1991 e 1997 na Argentina, as áreas onde a mortalidade infantil subiu 26%, para pouco menos de 8%, após a privatização da água. Isto ocorreu devido aos regulamentos que as empresas privadas de água eram detidas com maior rigor do que as suas congéneres controladas pelo governo. A par disto, o desenvolvimento de infra-estruturas de água em áreas empobrecidas nas mãos de empresas privadas também afectou positivamente as taxas de mortalidade infantil. Os governos são propensos a privatizar as empresas de água, entre outras razões, para melhorar a qualidade da água fornecida aos cidadãos do país.
Na Argentina, a privatização da água não cumpriu muitas das promessas que os cidadãos esperavam. Isto inclui a expansão do tratamento de esgotos e ligações e a redução do preço da água, que de facto aumentou. A par disto, as empresas privadas de água na Argentina precisavam da ajuda do governo argentino para contornar as agências reguladoras após o tratamento para cancelar o seu contrato devido a conflitos de interesse. Vale a pena notar também que muitos sindicatos de trabalhadores se opuseram à privatização da água, mas os seus argumentos foram largamente ignorados pelo governo argentino.
O impacto da privatização da água na quantidade de substâncias cancerígenas encontradas na água é altamente debatido. Em alguns casos, como no caso do estado da Renânia do Norte-Vestefália, Alemanha, é provável que os sistemas públicos de água invistam mais dinheiro para tornar a qualidade da água boa. As empresas de água que trabalham numa base comercial podem achar demasiado dispendioso implementar sistemas para melhorar a qualidade da água para além do que é necessário por lei. Assim, representando uma maior ameaça de conter substâncias nocivas causadoras de cancro na água.

### Tarifas
Embora o impacto nas tarifas não possa ser totalmente concluído uma vez que cada país tem uma política diferente em matéria de tarifas, as tarifas da água tendem a ser aumentadas no âmbito das privatizações. Por exemplo, em Buenos Aires e em Manila, as tarifas primeiro diminuíram, mas depois aumentaram acima do seu nível inicial; em Cochabamba ou na Guiana, as tarifas foram aumentadas na altura da privatização. Contudo, há alguns outros casos em que as tarifas sob privatização da água não aumentaram a longo prazo, tipicamente na África Subsaariana, onde a maioria dos investimentos são financiados através da ajuda ao desenvolvimento. Por exemplo, as tarifas permaneceram estáveis no Senegal, enquanto que no Gabão diminuíram 50% em cinco anos (2001-2006) e 30% em dez anos na Costa do Marfim (1990 a 2000).
Além disso, as tarifas iniciais têm estado muito abaixo dos níveis de recuperação de custos em quase todos os casos, cobrindo por vezes apenas uma fracção do custo da prestação de serviços. A magnitude do aumento das tarifas é influenciada pela margem de lucro dos operadores privados, mas também, em grande medida, pela eficiência dos serviços públicos em termos de perdas de água e produtividade laboral.
No entanto, comparando as despesas de água entre a gestão privada e pública nos EUA, um estudo das despesas de água doméstica nas cidades sob gestão privada e pública nos EUA conclui que "se os sistemas de água são propriedade de empresas privadas ou governos pode, em média, simplesmente não importar muito."

### Eficiência
De acordo com um estudo do Banco Mundial em 2005, a melhoria mais consistente feita pelas parcerias público-privadas no abastecimento de água foi na eficiência operacional. O estudo analisa o impacto da gestão privada na eficiência dos serviços de abastecimento de água em muitos países de muitos continentes, incluindo África, América Latina, Ásia, e Europa de Leste. A maioria das evidências do estudo sugere que "não existe uma diferença estatisticamente significativa entre o desempenho da eficiência dos operadores públicos e privados neste sector". Além disso, uma análise da literatura de 2008 do Banco Asiático de Desenvolvimento mostra que, dos 20 estudos analisados, apenas três mostram provas concretas sobre melhorias de eficiência técnica ou reduções de custos sob gestão privada. Assim, pelo menos até 2005, o operador privado contribuiu indirectamente para o financiamento, melhorando a eficiência, tornando possível que os serviços públicos financiassem investimentos internamente em vez de terem de depender de mais dívidas.

### Rentabilidade
Um estudo empírico de 34 concessões em nove países da América Latina durante os anos 90, incluindo 10 concessões de água em 5 países (três na Argentina, uma na Bolívia, uma no Brasil, três no Chile e duas na Colômbia), estimou a rentabilidade das concessões em comparação com o custo de capital das empresas privadas. Segundo o estudo, ao contrário da percepção pública, os retornos financeiros das concessões de infra-estruturas privadas têm sido modestos. A rentabilidade média anual do capital investido foi de 7%. Para algumas concessões, os retornos têm sido inferiores ao custo do capital. Em média, as concessões de telecomunicações e energia foram muito melhores do que as concessões de água, sete em cada 10 concessões de água tiveram taxas de retorno negativas e duas concessões tiveram retornos inferiores ao custo do capital das empresas privadas.

#### Água e Saneamento
- Saneamento básico
- Saneamento no Brasil
- Saneamento em Portugal
- Privatização da água no Brasil
- Lista de unidades federativas do Brasil por acesso à rede de esgoto

#### Sociedade
- Guerra da água (Bolívia)

#### Economia
- Agência Reguladora
- Desregulamentação
- Globalização
- Liberalização
- Livre Mercado
- Neoliberalismo

#### Multimídia
- Flow: For Love of Water, um documentário de 2008
- También la lluvia, filme de 2010